# Кадощук, Тарас Адамович
Тара́с Ада́мович Кадощу́к (укр. Тарас Адамович Кадощук; 20 августа 1929, с. Старый Мирополь, Украинская ССР — 24 марта 2016, Винница)— советский и украинский хирург, профессор, доктор медицинских наук; лауреат Государственной премии Украинской ССР в области науки и техники (1989).

## Биография
Родился в селе Старый Мирополь (ныне — Мирополь Романовского района, Житомирская область, Украина).
В 1942—1943 годы, во время Великой Отечественной войны, был участником Миропольской подпольной группы, которой руководил В. И. Тимощук.
После войны окончил семилетнюю школу, в 1948 г. — с отличием Славутское фельдшерско-акушерское училище, поступил в Казанский медицинский институт на санитарно-гигиенический факультет. В 1949 г. по собственному желанию был переведён на лечебный факультет Винницкого медицинского института, который окончил с отличием в 1954 г. После окончания института Тарас Адамович был зачислен в клиническую ординатуру кафедры факультетской хирургии, в 1957 г. стал ассистентом этой кафедры. В 1963 г. защитил кандидатскую диссертацию «Белковые фракции сыворотки крови и антитоксические функции печени при раке и язвенной болезни желудка до и после операции». В 1967 г. Тараса Адамовича избрали доцентом кафедры хирургии педиатрического факультета.
В 1968—1970 и 1976—2001 годы заведовал кафедрой хирургии педиатрического факультета Винницкого медицинского института имени Н. И. Пирогова, позже переименованного в Винницкий национальный медицинский университет имени Н. И. Пирогова. В 1988 году, в связи с укрупнением кафедр, стал заведующим кафедрой факультетской хирургии лечебного факультета, хирургии педиатрического факультета с курсом общей хирургии. В настоящее время кафедра называется кафедрой хирургии медицинского факультета № 2
Годы упорного труда, накопленный практический опыт позволили Т. А. Кадощуку вместе с коллективом кафедры успешно разрабатывать и выполнять хирургические вмешательства при осложнённых формах острого и хронического панкреатита, заболеваниях печени, внепечёночных желчных протоков и дуоденостазе. В 1978 г. Тарас Адамович создал и возглавил Винницкий центр хирургии поджелудочной железы и стал одним из ведущих панкреатологов страны. В 1983 г., на базе Всесоюзного научного центра хирургии (ныне — Российский научный центр хирургии имени академика Б. В. Петровского) в диссертационном совете под председательством академика Б. В. Петровского Т. А. Кадощук защитил докторскую диссертацию «Хирургическое лечение осложнённых форм хронического панкреатита». В диссертационной работе он доказал, что в лечении таких больных наиболее эффективной является органосохраняющая хирургическая тактика. Он был одним из первых хирургов Советского Союза, который разрабатывал и выполнял прямые вмешательства на поджелудочной железе. В настоящее время клиника обладает опытом более 12 тысяч оперативных вмешательств при осложнённых формах острого и хронического панкреатита, заболеваниях печени и внепечёночных желчных протоков, дуоденостазе, в том числе более 1500 «прямых» операций на поджелудочной железе, причём подавляющее большинство самых сложных операций было выполнено лично Тарасом Адамовичем.
Т. А. Кадощук является соавтором 42 изобретений, 78 рационализаторских предложений, 38 методик хирургических вмешательств. В 1993 г. он опубликовал монографию «Профилактика и лечение гнойно-некротических осложнений острого панкреатита». Многолетняя активная и успешная работа в панкреатологии получила высокую оценку и признание хирургической общественности. В 1984 г. Т. А. Кадощуку присвоено учёное звание профессора, в 1989 г. — присуждена Государственная премия Украинской ССР в области науки и техники. Он является кавалером 17 правительственных наград (в том числе боевых) и Знака отличия.
В 2013 г. Тарас Адамович был награждён почётным дипломом за большой личный вклад в развитие медицинской науки и практической хирургии в области гепатологии и удостоен звания почётного члена Ассоциации гепатопанкреатобилиарных хирургов стран СНГ.
Под руководством Т. А. Кадощука защищены 3 докторские и 9 кандидатских диссертаций.

## Научная деятельность
Соавтор более 500 научных работ, в том числе монографий, 42 изобретений, 78 рационализаторских предложений,

## Награды
- Государственная премия Украинской ССР в области науки и техники (1989)[7]

## Память
24 марта 2017 года на здании Винницкой ЦРБ открыта мемориальная доска Т. А. Кадощуку.